# Un habitant de la planète Mars
Un habitant de la planète Mars est un roman de science-fiction de Henri de Parville, partiellement publié en feuilleton entre 1864 et 1865 dans le quotidien Le Pays. Il paraît en format relié et en version complète en 1865 aux éditions J. Hetzel. Ce roman conjectural et didactique, présenté sous forme d'un authentique compte-rendu savant, raconte la récente découverte d'une momie martienne au Kansas.

## Synopsis
Des savants découvrent, aux États-Unis, près du Pic James dans le Kansas, un aérolithe provenant de la planète Mars. Après études de l'objet, les nombreux experts, qui se succèdent pour l'étudier, déduisent qu'il s'agit d'un sarcophage contenant une momie martienne.

## Autour de l’œuvre

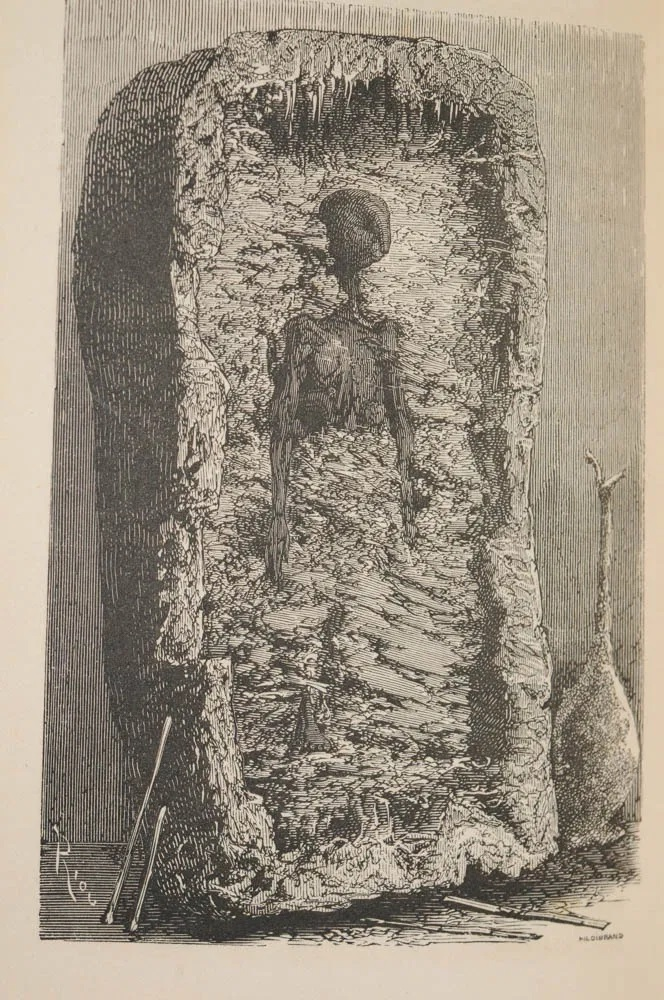
Momie martienne découverte en 1864 dans le Kansas. Illustration d'Édouard Riou.

L'article, intitulé Un habitant de la planète Mars, paraît dans les pages du quotidien, Le Pays, du 17 juin 1864. Il est signé dans un premier temps par un certain A. Lomon, un journaliste signant les dépêches internationales de ce journal, en particulier celles traitant de la guerre de Sécession. Ce canular se prolonge pendant six mois avant d'être interrompu en janvier 1865 et aboutit à la publication en format relié de l'ouvrage, illustré par Édouard Riou, cette même année.
Avec cet écrit satirique, Henri de Parville produit une caricature du monde scientifique de son époque, néanmoins cet ouvrage n'en reste pas moins une œuvre didactique dans laquelle il présente de nombreuses disciplines scientifiques.

## Éditions
- 1864-1865 : publication en feuilleton signé A. Lomon, puis H. de P dans le quotidien Le Pays de juin 1864 à janvier 1865 (parution interrompue)[1].
- 1865 : parution en format relié aux éditions J. Hetzel, Paris, 1865 (illustrations d'Édouard Riou)[3].
- 1999 : parution dans la revue trimestrielle Le Rocambole, bulletin des amis du roman populaire n°9, éditée par les Amis du Roman Populaire[4].

## Réception et postérité
Ce récit connaît un retentissement en France, si bien qu'un confrère d'Henri de Parville, le vulgarisateur scientifique Louis Figuier, n'appréciant pas le canular, regrette dans un article de L'Année scientifique et industrielle qu'on puisse s'amuser de la crédulité des lecteurs. Il compare, par ailleurs, ce canular à la mystification astronomique sur les habitants de la lune de 1835 du New York Sun et déplore une « véritable atteinte portée au crédit de la presse en général ».
La découverte de la momie martienne de Henri de Parville, est évoquée cinquante-cinq ans plus tard par Pierre Souvestre en une de la revue L'Auto ; puis de nouveau en 1923, dans le récit destiné à la jeunesse Un voyage en rêve d'A. Lorbert. Enfin, la momie martienne apparaît dans le tome 1 de la série de bande dessinée L'Œil de la Nuit, dans lequel elle est présentée lors d'une conférence à la Sorbonne donnée par Camille Flammarion.

### Source
- Henri de Parville, Un Habitant de la planète Mars, Paris, J. Hetzel, 1865, 278 p. (lire en ligne).